# Drusilasaura deseadensis
La drusilasaura (Drusilasaura deseadensis) è un dinosauro erbivoro appartenente ai sauropodi. Visse nel Cretaceo superiore (Cenomaniano/Turoniano, circa 95 milioni di anni fa) e i suoi resti fossili sono stati ritrovati in Argentina (Patagonia).

## Descrizione
Questo dinosauro è noto per uno scheletro parziale, comprendente numerose vertebre dorsali, caludali e sacrali, una scapola sinistra e frammenti di costole. Dal raffronto con altri animali simili (come Mendozasaurus) si suppone che questo animale fosse gigantesco: la lunghezza della scapola era di 143 centimetri (il 30% in più di quella di Mendozasaurus), e probabilmente l'animale in vita doveva superare la lunghezza di 25 metri. Drusilasaura, come tutti i sauropodi, possedeva collo e coda lunghi, un corpo voluminoso e quattro arti colonnari.

## Classificazione
Drusilasaura è stato descritto per la prima volta nel 2011, e i suoi fossili sono stati ritrovati pochi anni prima nella formazione Bajo Barreal (Patagonia), nel Ranch Maria Aike di proprietà della famiglia Ortiz de Zàrate (il nome generico è in onore di Drusila, una giovane della famiglia). Drusilasaura è stato ascritto al gruppo dei titanosauri, il principale gruppo di sauropodi del Cretaceo. In particolare, la forma delle vertebre di Drusilasaura è molto simile a quella di alcuni grandi membri del gruppo, i Lognkosauria (tra cui Futalognkosaurus), dalle caratteristiche piuttosto primitive e dai colli insolitamente possenti. Se la classificazione fosse corretta, Drusilasaura rappresenterebbe il più antico membro dei lognkosauri.